# Zentralverband des Deutschen Dachdeckerhandwerks
Der Zentralverband des Deutschen Dachdeckerhandwerks e. V. (ZVDH) ist als eingetragener Verein ein Arbeitgeberverband, dem unmittelbar alle Landesinnungsverbände und Dachdecker-Landesinnungen in Deutschland angehören. Seine Aufgabe liegt in der Vertretung der fachlichen, wirtschaftlichen, sozialen und kulturellen Interessen des Dachdeckerhandwerks.

## Wesentliche Eckdaten
Der Verband wurde am 2. April 1949 in Marburg (Lahn) gegründet und hat etwa 6.700 Mitgliedsbetriebe (Stand 2024), die im Durchschnitt jährlich einen Umsatz von etwa zehn Milliarden Euro erwirtschaften. Sein Sitz ist in Köln.
Dem Verband gehören die 16 Dachdeckervertretungen der Bundesländer als unmittelbare Mitglieder an, wobei sich der konkrete Mitgliedsname (Landesinnungsverband, Dachdecker-Verband, Innungsverband, Landesinnung) nach der Größe und des Teilgebiets des jeweiligen Bundeslands richtet.

## Tätigkeitsbereiche
Der Verein vertritt die fachlichen, wirtschaftlichen, sozialen und kulturellen Interessen seiner Mitglieder auf nationaler und internationaler Ebene. Er stellt unter anderem Fachregeln, Richtlinien und Arbeitshinweise rund um das Tätigkeitsgebiet „Dachdeckerhandwerk“ auf. Er kann auch Tarifverträge abschließen. Darüber hinaus ist er mitverantwortlich für die Verwaltung der gemeinsamen Einrichtungen auf tarifvertraglicher oder anderer Rechtsgrundlage, wie beispielsweise der Lohnausgleichsklasse im Dachdeckerhandwerk. 
Über Mandatsträger aus den eigenen Reihen übt der ZVDH auf verschiedenen Ebenen der Politik in seinem Sinne Einfluss aus.
Der Verband schließt weiterhin zur Optimierung der Beschaffungslogistik seiner Mitglieder Rahmenverträge mit Dienstleistern, wie zum Beispiel mit Versicherern, Kraftfahrzeugherstellern und Lieferanten von Berufskleidung sowie Materialgarantie-Vereinbarungen mit den Zulieferern des Dachdeckerhandwerks ab.
Der Verband plant, koordiniert und verwirklicht er eine gesamtberufsständische Öffentlichkeitsarbeit. Er ist an der Herausgabe der seit 1879 unter verschiedenen Namen erscheinenden Verbandszeitschrift DDH – Das Dachdecker-Handwerk für Dach-, Wand- und Abdichtungstechnik beteiligt. Außerdem ist er, gemeinsam mit Holzbau Deutschland – dem Bund deutscher Zimmermeister –, Träger der Branchenmesse DACH+HOLZ International, die seit dem Start im Jahr 2008 im zweijährigen Rhythmus abwechselnd in Köln und Stuttgart stattfindet. Daneben richtet er in den ungeraden Jahren den Deutschen Dachdeckertag mit Obermeister-Tagung und Delegiertenversammlung aus.
Im Zusammenhang mit einer Förderung der Berufsausbildung, der Nachwuchssicherung sowie der Durchführung von Berufsbildungsmaßnahmen ist der Verband Träger des Bundesbildungszentrums (BBZ) des Deutschen Dachdeckerhandwerks in Mayen/Eifel und arbeitet eng mit dem Berufsbildungswerk des Deutschen Dachdeckerhandwerks e. V. (BBW) zusammen. Darüber hinaus bietet der ZVDH bundesweite Fortbildungen, Seminare und Weiterbildungen an. Diesbezüglich koordiniert der ZVDH die Berufsbildung auf Bundesebene und erarbeitet gemeinsam mit den beteiligten Bundesministerien und dem Sozialpartner IG Bauen-Agrar-Umwelt (BAU) Aus- und Fortbildungsvorschriften im Dachdeckerhandwerk.

Außerdem gestaltet der ZVDH die DachAusbV (Dachdeckerausbildungsverordnung), die Richtlinien enthält über die Berufsausbildung zum Dachdecker und zur Dachdeckerin.
Im Rahmen der sogenannten „Aktion DACH“, einer Gemeinschaftsaktion des Zentralverbandes des Deutschen Dachdeckerhandwerks und seiner Mitglieder mit Unternehmen der Bedachungsindustrie und des Fachhandels, werden gemeinsame Aufgaben im Bereich des Marketings koordiniert und insbesondere auf die Zielgruppe „Endkunde“ ausgerichtet.